# Scheggino
Scheggino är en ort och kommun i provinsen Perugia i regionen Umbrien i Italien. Kommunen hade 463 invånare (2018).